# Mycetophila arecunai
Mycetophila arecunai är en tvåvingeart som beskrevs av Lane 1955. Mycetophila arecunai ingår i släktet Mycetophila och familjen svampmyggor. Inga underarter finns listade i Catalogue of Life.